# Macrothylacia rubi
La falena volpe (Macrothylacia rubi Linnaeus, 1758) è un lepidottero appartenente alla famiglia Lasiocampidae, diffuso in Eurasia.

## Descrizione

### Adulto

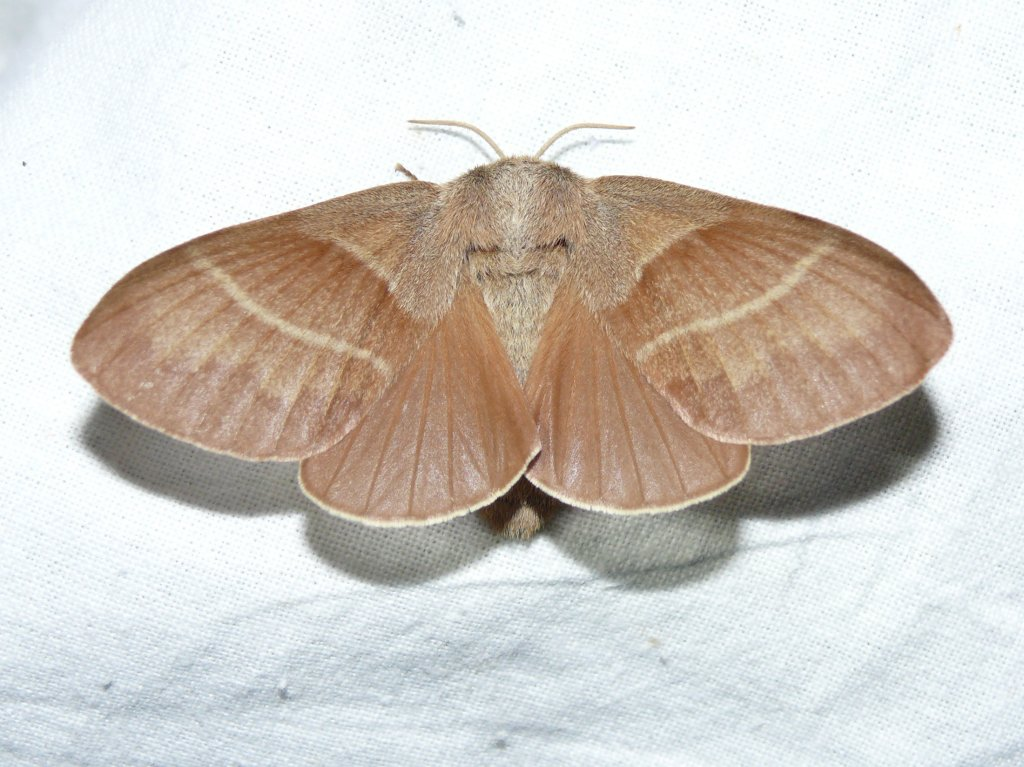
Esemplare di femmina adulta.

La falena adulta presenta una colorazione marrone chiaro abbastanza omogenea. Ha un'apertura alare che varia dai 40 mm ai 65 mm, ma può arrivare fino ai 70 mm. Il maschio vola sia di notte che di giorno, mentre la femmina solo di notte ed è facilmente attratta da fonti luminose. Il sesso è distinguibile dal colore (più vivace quello del maschio e più tendente al grigio quello della femmina) e dalla forma delle antenne, che nel maschio risultano di maggiori dimensioni.

### Larva

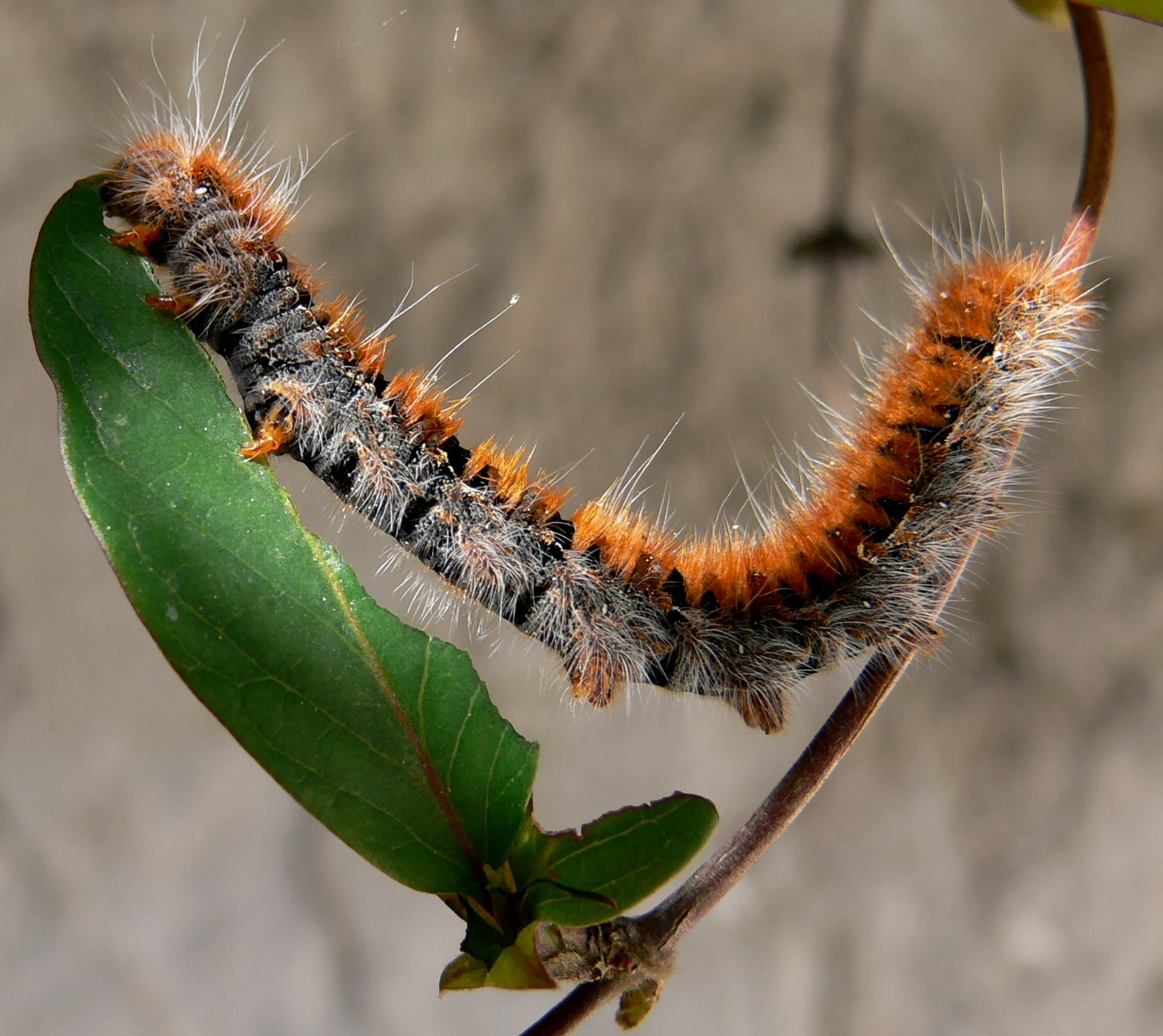
Bruco di M. rubi che si nutre di una foglia di Lonicera.

Allo stadio larvale M.rubi appare come un bruco di 6-8 cm di lunghezza, di colore nero e biancastro sul ventre e bruno-arancione sul dorso. Il suo corpo è interamente ricoperto da setole che gli conferiscono un aspetto morbido e soffice. Possono essere avvistati nel loro habitat tra luglio e ottobre e tra marzo ed aprile, mentre nei mesi autunnali ed invernali si rifugiano sotto terra cadendo in uno stato di ibernazione

### Pupa
La pupa è una crisalide anoica di circa 4 cm di lunghezza. Inizialmente appare di colore verde, poi nel giro di 24 ore assume una colorazione bruna molto scura, tendente al nero.

## Biologia

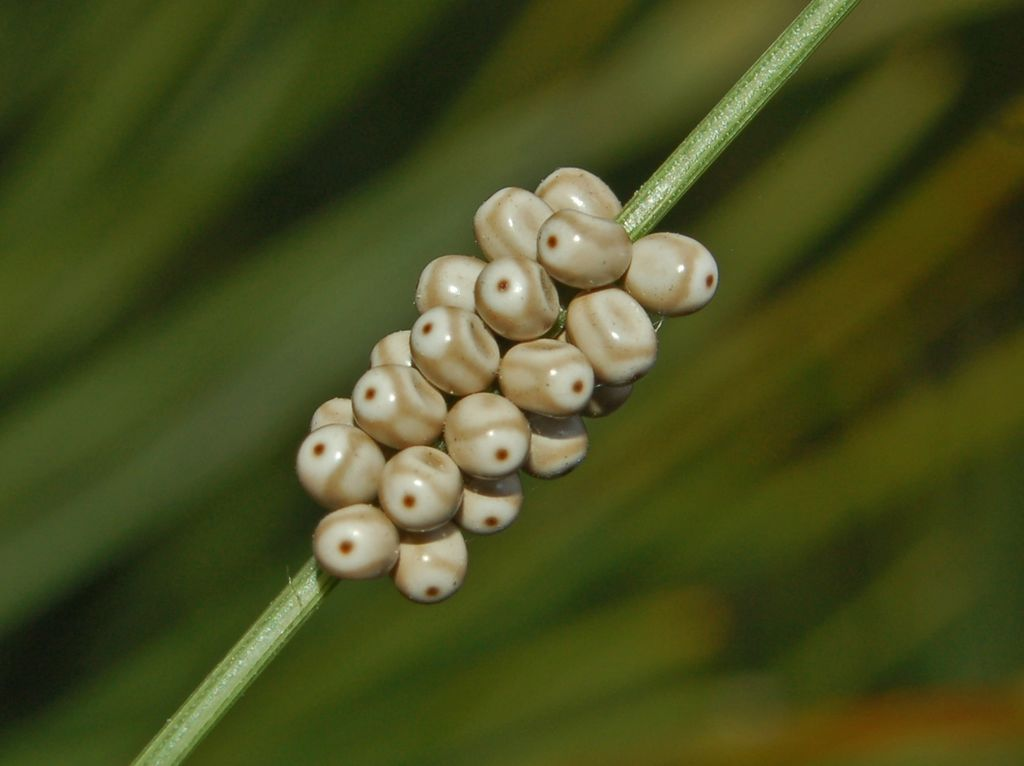
Uova di M.rubi.

### Alimentazione
Le principali piante di cui si nutre la larva appartengono ai generi Calluna, Rubus, Quercus, Fragaria, Trifolium e Medicago. La sua dieta varia può portare la specie a divenire infestante.

### Riproduzione
Le uova vengono deposte nel mese di giugno per schiudersi verso luglio. Le larve svernano da ottobre a febbraio in piccoli buchi posti a pochi centimetri sotto il suolo per poi tornare in superficie ad inizio primavera. Tra aprile e maggio le larve passano allo stadio di pupa per poi passare allo stadio adulto tra maggio e giugno. M.rubi non possiede grandi difese naturali e viene facilmente predato dagli uccelli. 

## Distribuzione e habitat
L'insetto è facilmente avvistabile in prati e boschi con clima temperato.

## Galleria d'immagini

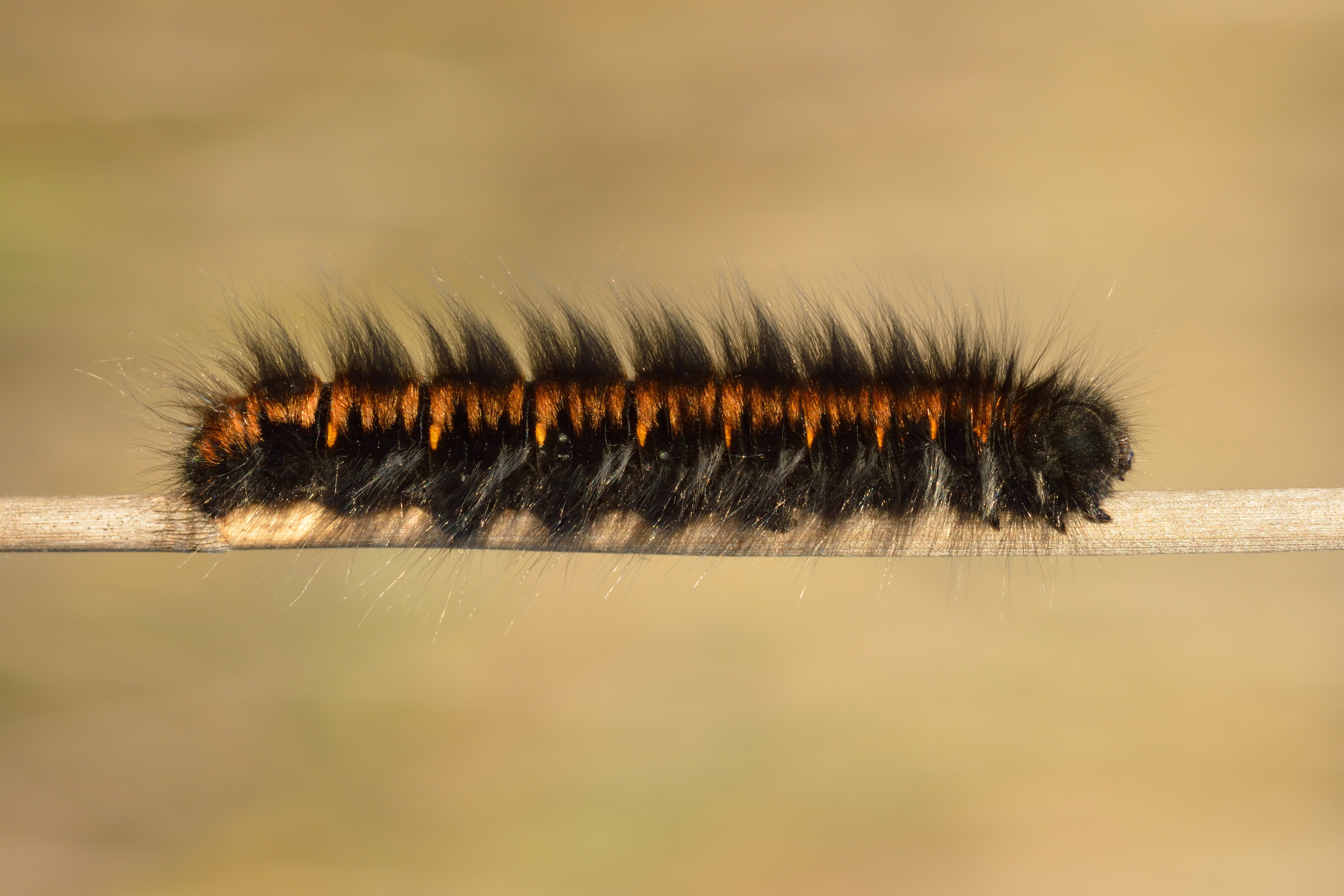
Larva
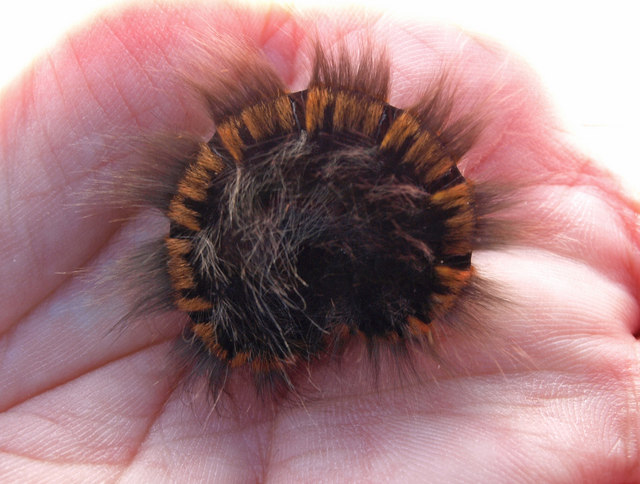
Larva in posizione difensiva
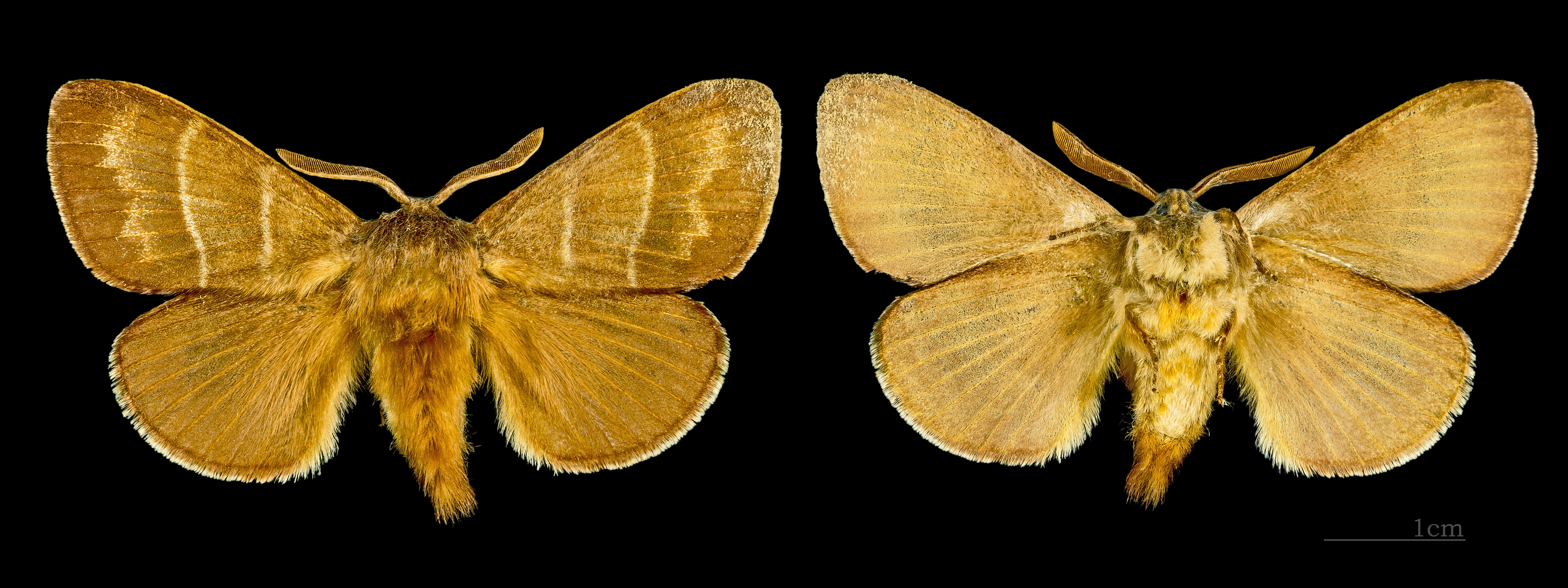
Maschio adulto
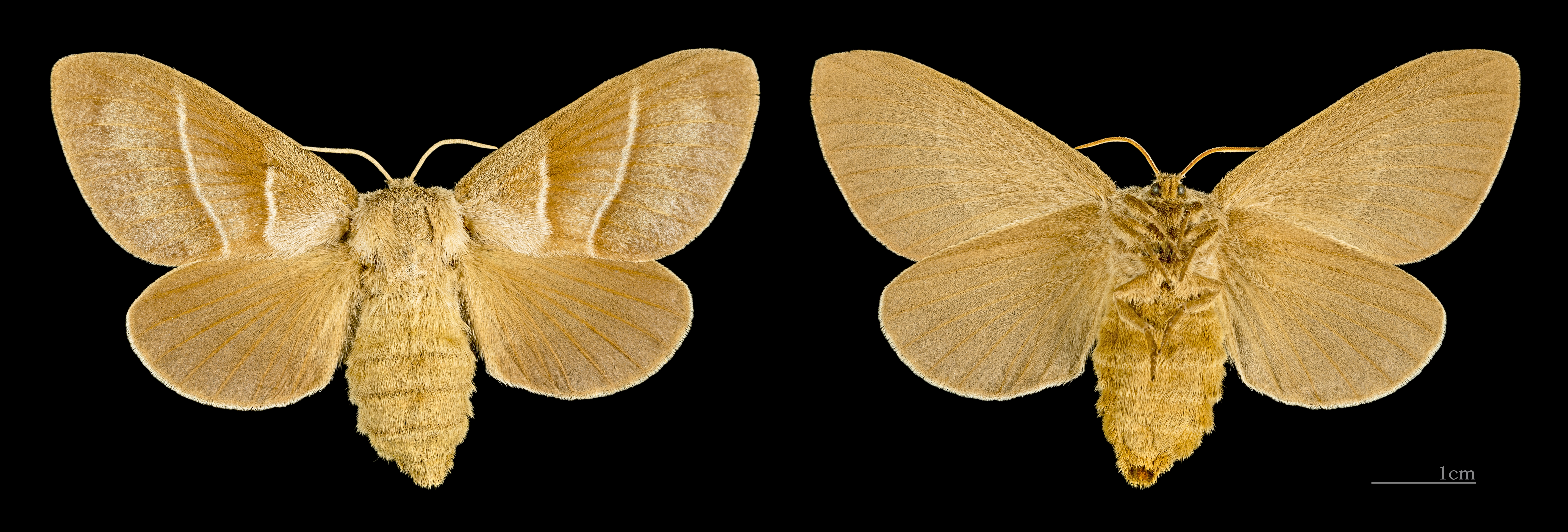
Femmina adulta